# Villiers-au-Bouin
Villiers-au-Bouin ist eine 735 Einwohner (Stand: 1. Januar 2022) zählende französische Gemeinde in der Touraine im Département Indre-et-Loire in der Region Centre-Val de Loire. Sie gehört zum Arrondissement Chinon (bis 2016: Arrondissement Tours) und zum Kanton Langeais. Die Einwohner werden Villiarébusauboyens genannt.

## Lage
Die Gemeinde Villiers-au-Bouin liegt an der Grenze zum Département Sarthe, etwa 33 Kilometer nordwestlich von Tours, am Fluss Fare, in den hier sein Zufluss Ardillière einmündet. Villiers-au-Bouin wird umgeben von den Nachbargemeinden Saint-Germain-d’Arcé im Norden, Chenu im Nordosten, Couesmes im Osten und Südosten, Château-la-Vallière und Braye-sur-Maulne im Süden, Marcilly-sur-Maulne im Südwesten, Noyant-Villages im Westen sowie La Chapelle-aux-Choux im Nordwesten.

## Bevölkerungsentwicklung
| Jahr                       | 1962 | 1968 | 1975 | 1982 | 1990 | 1999 | 2006 | 2013 | 2021 |
| Einwohner                  | 615  | 721  | 732  | 759  | 677  | 601  | 743  | 770  | 751  |
| Quellen: Cassini und INSEE |      |      |      |      |      |      |      |      |      |

## Sehenswürdigkeiten
- Dolmen La Haute Pierre
- Kirche Saint-Pierre aus dem 11. Jahrhundert, seit 2004 Monument historique

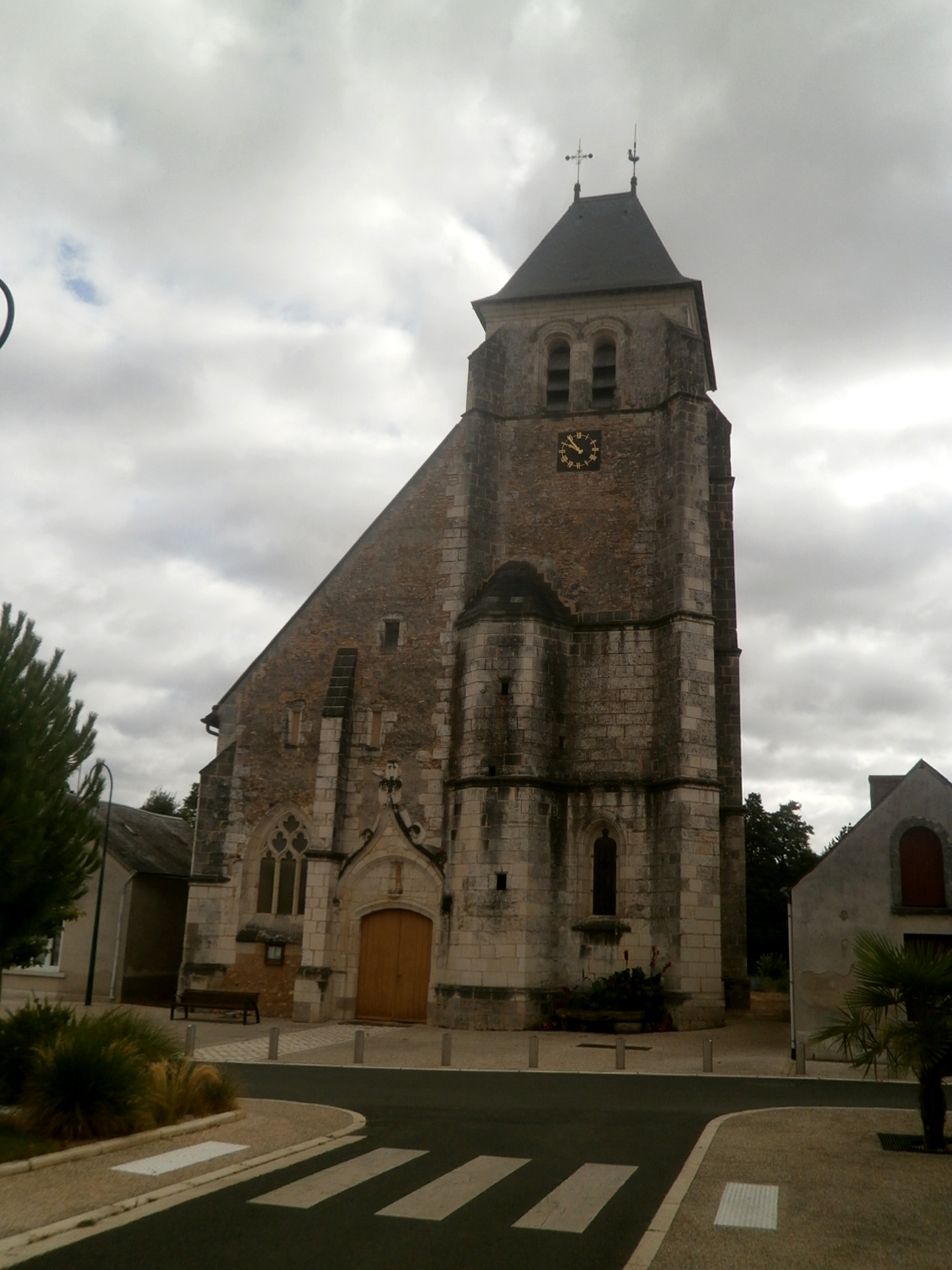
Kirche Saint-Pierre

- Kapelle von Plainchêne
- Schloss Aubonnière
- Wasserturm
- Lavoir